# 国立広島原爆死没者追悼平和祈念館
国立広島原爆死没者追悼平和祈念館（こくりつひろしまげんばくしぼつしゃついとうへいわきねんかん）は、広島平和記念公園（広島県広島市中区中島町1番6）にある、被爆者を追悼する国立の施設である。

## 概要

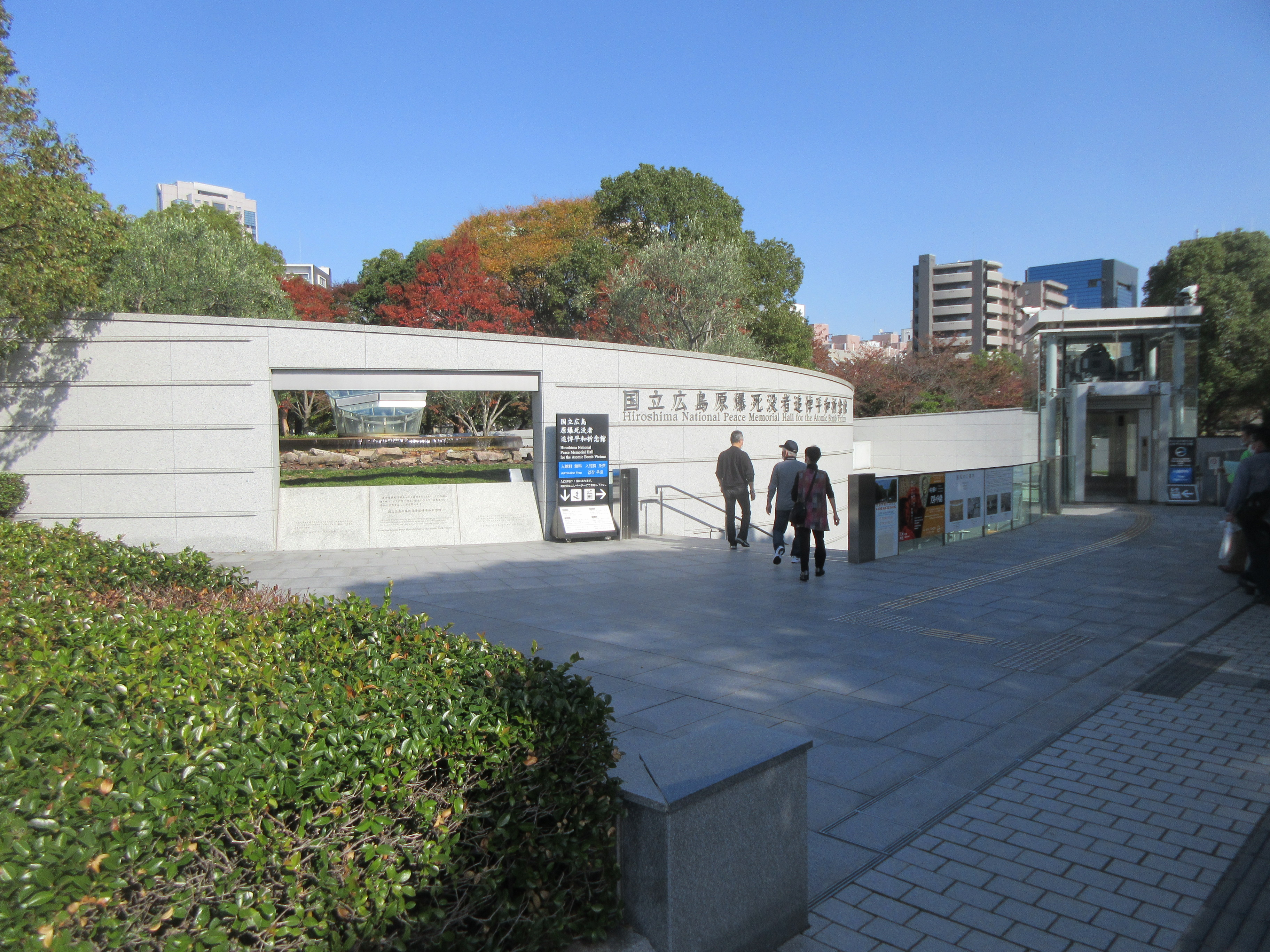
入口に下りる階段

2002年（平成14年）8月1日に国立の施設としては初めて広島平和記念公園内に設置された。原爆死没者慰霊碑や広島平和記念資料館、レストハウスに隣接している。建物は、建築家丹下健三の設計。地下2階構造で、地下1階は情報展示コーナー及び体験記閲覧室が、地下2階には平和祈念・死没者追悼空間及び遺影コーナーが設けられている。入館者数は、2004年8月28日に50万人、2007年3月13日には100万人を突破した。
原子爆弾被爆者に対する援護に関する法律の第41条の以下の規定に基づき設置された。

第四十一条　国は、広島市及び長崎市に投下された原子爆弾による死没者の尊い犠牲を銘記し、かつ、恒久の平和を祈念するため、原子爆弾の惨禍に関する国民の理解を深め、その体験の後代の国民への継承を図り、及び原子爆弾による死没者に対する追悼の意を表す事業を行う。
—原子爆弾被爆者に対する援護に関する法律
1945年（昭和20年）8月6日の広島市への原子爆弾投下により死亡した人々や、その後に亡くなった被爆者を追悼し、世界平和を願う目的で建てられた。2003年には、長崎市にも同様の施設（国立長崎原爆死没者追悼平和祈念館）が建てられた。
具体的な活動は、被爆者の名前・遺影の募集を行っており、開館時には4804人の被爆者の遺影が登録。2004年8月に登録者が1万人を超えた。また、被爆体験記や追悼記の募集や在外被爆者の証言ビデオの作成なども行っており、2008年度までに205人分のビデオが、館内で公開されているほか、広島平和記念資料館を通じて貸し出したりしている。原爆死没者の遺影のほか、被爆者による体験記や証言映像、郷土や原爆、平和に関連する書籍を収蔵し、利用者に公開している。
2020年（令和2年）、被爆した16人のイエズス会外国人神父・修道士の名前と遺影が登録された。
2022年（令和4年）12月30日から2023年（令和5年）3月14日にかけて企画展向けの展示室の改装工事を行い、全面リニューアルした。

## 交通アクセス
広島平和記念公園#交通参照。